# Platysaurus maculatus
Platysaurus maculatus är en ödleart som beskrevs av  Donald G. Broadley 1965. Platysaurus maculatus ingår i släktet Platysaurus och familjen gördelsvansar.
Artens utbredningsområde är Moçambique.

## Underarter
Arten delas in i följande underarter:
- P. m. maculatus
- P. m. lineicauda